# Bolet des chênes verts
Leccinellum lepidum, Leccinellum tlemcenense
Espèce
Statut de conservation UICN

 LC  : Préoccupation mineure
Leccinellum lepidum, ou Leccinellum tlemcenense, le Bolet des chênes verts, est une espèce de champignons basidiomycètes, appartenant à la famille des Boletaceae. Il est caractérisé par ses pores jaunâtres, son pied orné de squabrosités, sa chair devenant rosâtre-gris puis grisâtre à la coupe, son habitat sous chênes sempervirents et sa fructification tardive.

## Taxonomie

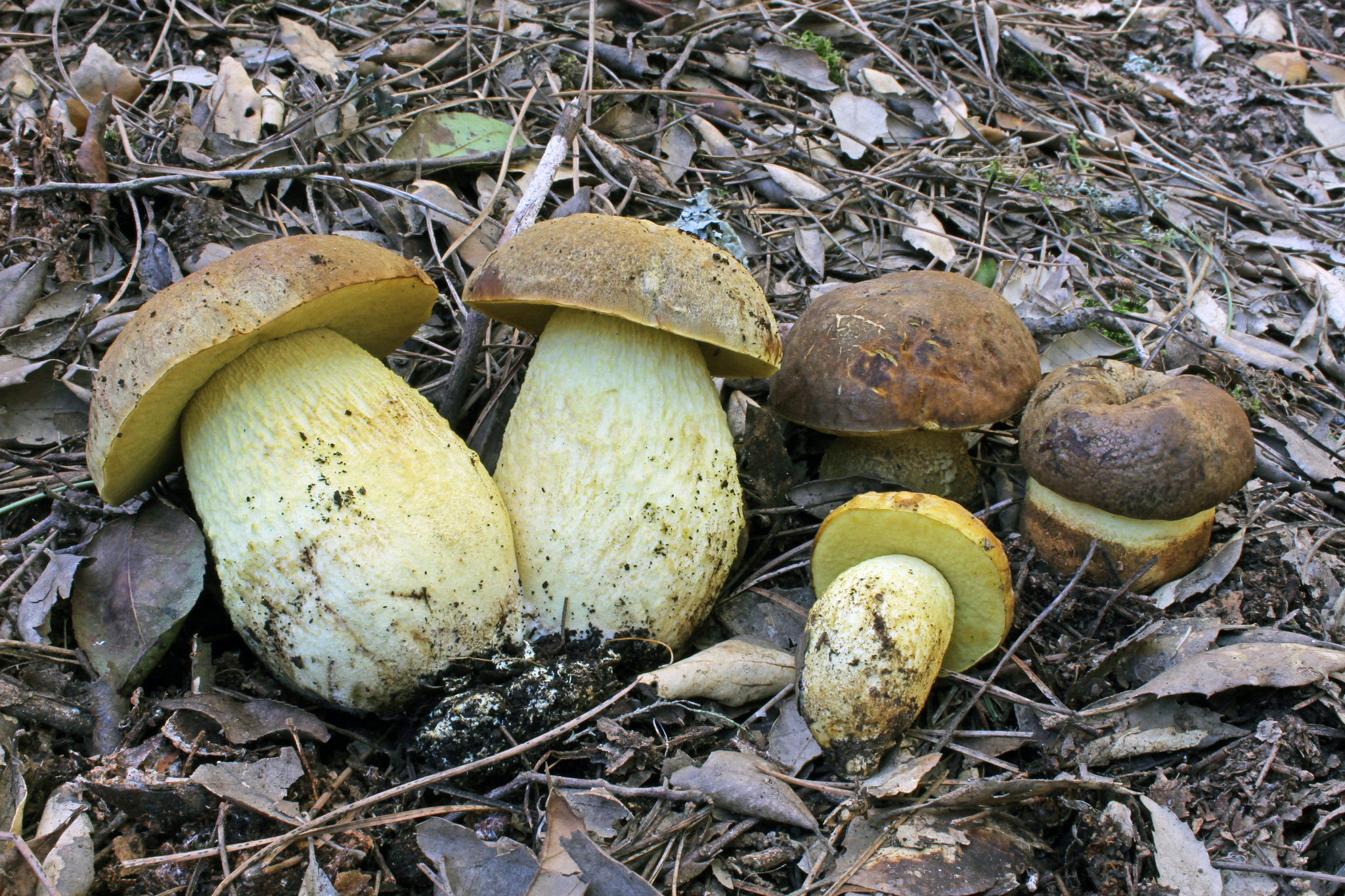
Collection de sporophores de L. lepidum en Sardaigne.

Le nom correct complet (avec auteur) de ce taxon est Leccinellum lepidum (H.Bouchet ex Essette) Bresinsky & Manfr.Binder.
L'espèce a été initialement classée dans le genre Boletus sous le basionyme Boletus lepidus H.Bouchet ex Essette.

### Synonymes
Leccinellum lepidum a pour synonymes :
- Boletus crocipodius var. eximius Bouchet, 1960
- Boletus lepidus H.Bouchet
- Boletus lepidus H.Bouchet ex Essette
- Boletus sardous Belli & Sacc.
- Krombholziella lepida (H.Bouchet ex Essette) Alessio
- Krombholziella sardoa (Belli & Sacc.) Bon & Contu
- Leccinellum lepidum var. sardoum (Belli & Sacc.) Blanco-Dios
- Leccinum crocipodium var. eximius Bouchet
- Leccinum crocipodium var. lepidum (H.Bouchet ex Essette) Bon
- Leccinum lepidum subsp. sardoum (Belli & Sacc.) Quadr., 1985
- Leccinum lepidum (H.Bouchet ex Essette) Bon & Contu
- Leccinum lepidum (H.Bouchet ex Essette) Quadr.
- Leccinum sardoum (Belli & Sacc.) Quadr. & Lunghini

### Phylogénie
Initialement décrit comme Boletus lepidus par H. Essette en 1965, Leccinellum lepidum a été classé de manière controversée par divers auteurs, qui l'ont placé dans différents genres ou l'ont parfois synonymisé avec d'autres taxons. En 1985, l'espèce a été invalidement recombinée au genre Leccinum par les mycologues Marcel Bon et Marco Contu, mais plus tard dans la même année, le mycologue italien Carlo Alessio l'a transférée dans Krombholziella, un genre qui est devenu plus tard synonyme de Leccinum. Bon l'a recombiné comme une variété de Leccinum crocipodium en 1989, pour le recombiner ensuite à nouveau avec M. Contu sous le nom de Leccinum lepidum, en 1990. Heinz Engel et ses collègues, de leur côté, ont rejeté tous les noms précédents et ont considéré le taxon comme un synonyme de Leccinum corsicum, une espèce étroitement apparentée, associée aux arbustes Cistacés.
En 2003, l'espèce a été transférée vers le genre Leccinellum nouvellement créé par les mycologues Andreas Bresinsky et Manfred Binder, avec d'autres taxons à pores jaunes anciennement placés dans le genre Leccinum. Des analyses phylogénétiques et chimiotaxonomiques ultérieures réalisées par Binder & Besl et Den Bakker & Noordeloos ont remis en question la ségrégation du genre Leccinellum, mais ont suggéré que L. lepidum, L. corsicum et L. crocipodium sont probablement des espèces distinctes. Cependant, les trois taxons étaient initialement représentés par très peu de séquences et le clade inclusif « corsicum/lepidum » a reçu un soutien élevé dans les analyses phylogénétiques préliminaires. Dans un article de 2014, Bertolini a abandonné Leccinellum de manière controversée et a placé L. lepidum une fois de plus en synonymie avec L. corsicum, pour que le genre soit rétabli la même année par Wu et ses collègues, dans une contribution majeure délimitant 22 clades génériques. dans la famille des Bolétacées.
La confusion a finalement été clarifiée en 2019, lorsque plusieurs collections de Corse, de Croatie, de Chypre, de France et de Grèce ont été analysées dans un traitement phylogénétique, biogéographique et écologique élaboré par M. Loizides et ses collègues. Dans cette étude, le genre Leccinellum fut validé phylogénétiquement, tandis que Leccinellum lepidum, Leccinellum corsicum et Leccinellum crocipodium formaient des lignées bien étayées au sein du genre et ont été confirmées comme espèces distinctes.

### Étymologie
L'épithète spécifique latine de cette espèce lepidum signifie "joli", "élégant", "gracieux", en réfèrence aux jolies teintes jaunâtres de ce bolet.

### Noms vulgaires et vernaculaires
Ce taxon porte en français les noms vernaculaires ou normalisés suivants : Bolet des chênes verts, Bolet joli, Bolet joli des chênes verts.

## Description du sporophore

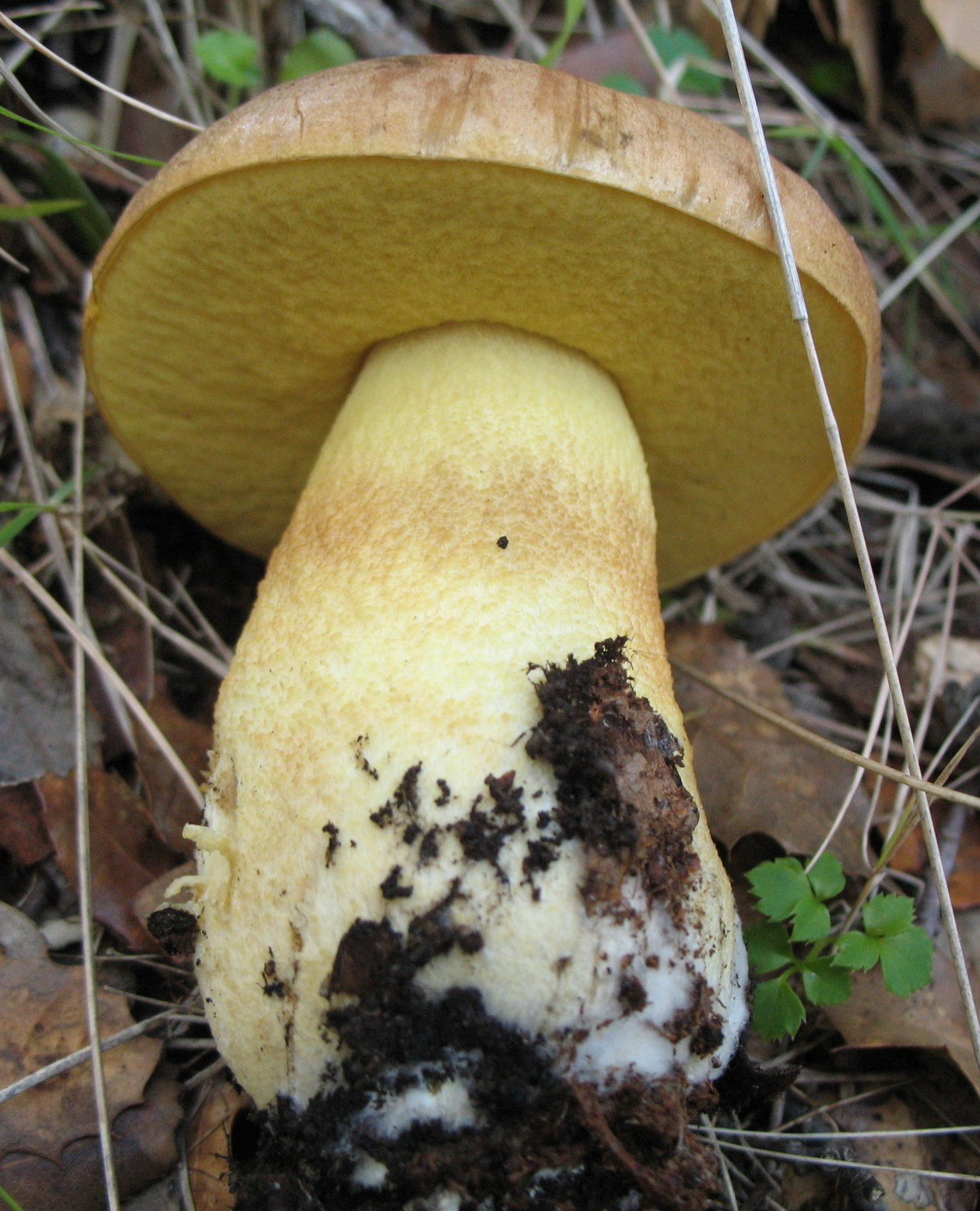
Squabrosités sur le stipe de L. lepidum, nombreuses petites bosses concolores ornant toute la surface du pied et donnant un aspect rugueux à ce dernier.

Les bolets sont des champignons dont l’hyménium, constitué de tubes et terminés par des pores, se sépare facilement de la chair du chapeau. Ce chapeau d'abord rond, recouvert d'une cuticule, devient convexe à mesure qu’il vieillit. Ils ont un pied (stipe) central assez épais et une chair compacte. Les caractéristiques morphologiques de L. lepidum sont les suivantes :
Son chapeau est gras, plus ou moins cabossé, brun-jaune, brun sombre à ochracé. Des pores jaunes puis jaune verdâtre, un stipe trapu, jaune à roussâtre, une chair jaunâtre devenant gris rosâtre, gris violacé à noirâtre à la coupe, parfois subimmuable, et une odeur d’iode fréquente à la base du stipe,. Ses caractéristiques d'identification principales sont son stipe orné de scabrosités, sa chair grisonnante à la coupe et ses pores jaunes dès la jeunesse.
L'hyménophore présente des tubes mesurent 1 à 2 cm de long, d'une couleur jaune pâle à jaune ocre. Les pores sont petits et arrondis, concolores aux tubes, se colorant lentement en brun rouille et enfin en brun grisâtre lors de la manipulation ou avec l'âge,.
Son stipe mesure de 5 à 15 cm x 2 à 6 cm, généralement robuste et obèse au début, mais devenant progressivement plus long et clavé à cylindrique, sa couleur allant du jaune ocre au jaune pâle, de couleur paille ou blanc sale. Sa surface est couverte de minuscules pustules (scabrosités), concolores à la surface du stipe au début, mais se colorant souvent de brun rouille ou de gris-brun avec l'âge et se fusionnant parfois pour former un pseudo-réseau.
La chair est épaisse et jaune terne à couleur paille. Lorsqu'il est coupé ou exposé à l'air, il se décolore très lentement en orange ou en gris violacé par endroits, et après quelques heures, il s'assombrit en brun grisâtre ou gris-noir. L'odeur est légèrement fongoïde chez les jeunes spécimens, devenant plus forte chez les vieux spécimens, tandis que le goût est doux à quelque peu astringent. Les spores sont de couleur brun tabac,.

### Caractéristiques microscopiques
Au microscope, les spores apparaissent étroitement ellipsoïdes à fusiformes et mesurent 13,5 à 22  μm × 5 à 6 μm. La cuticule est un trichoderme d'hyphes cylindriques septés, souvent finement incrustés,.

## Galerie

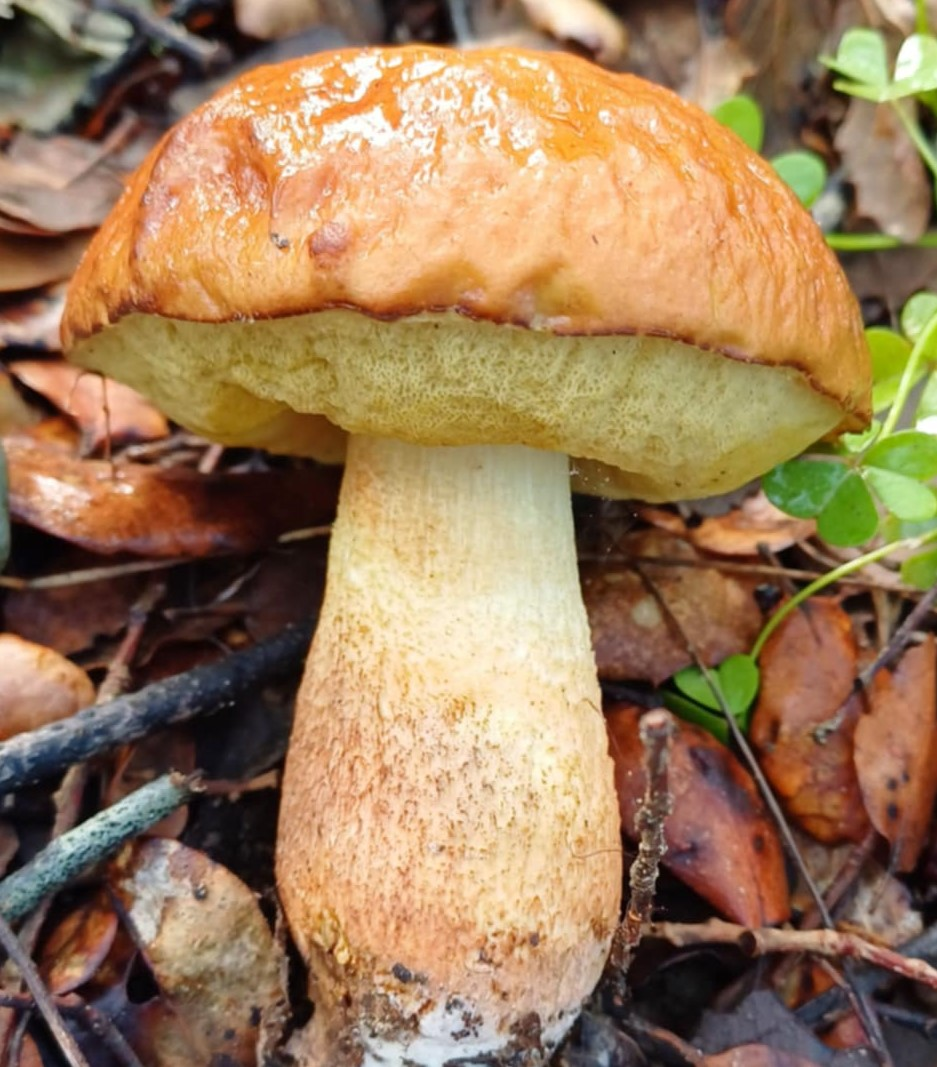
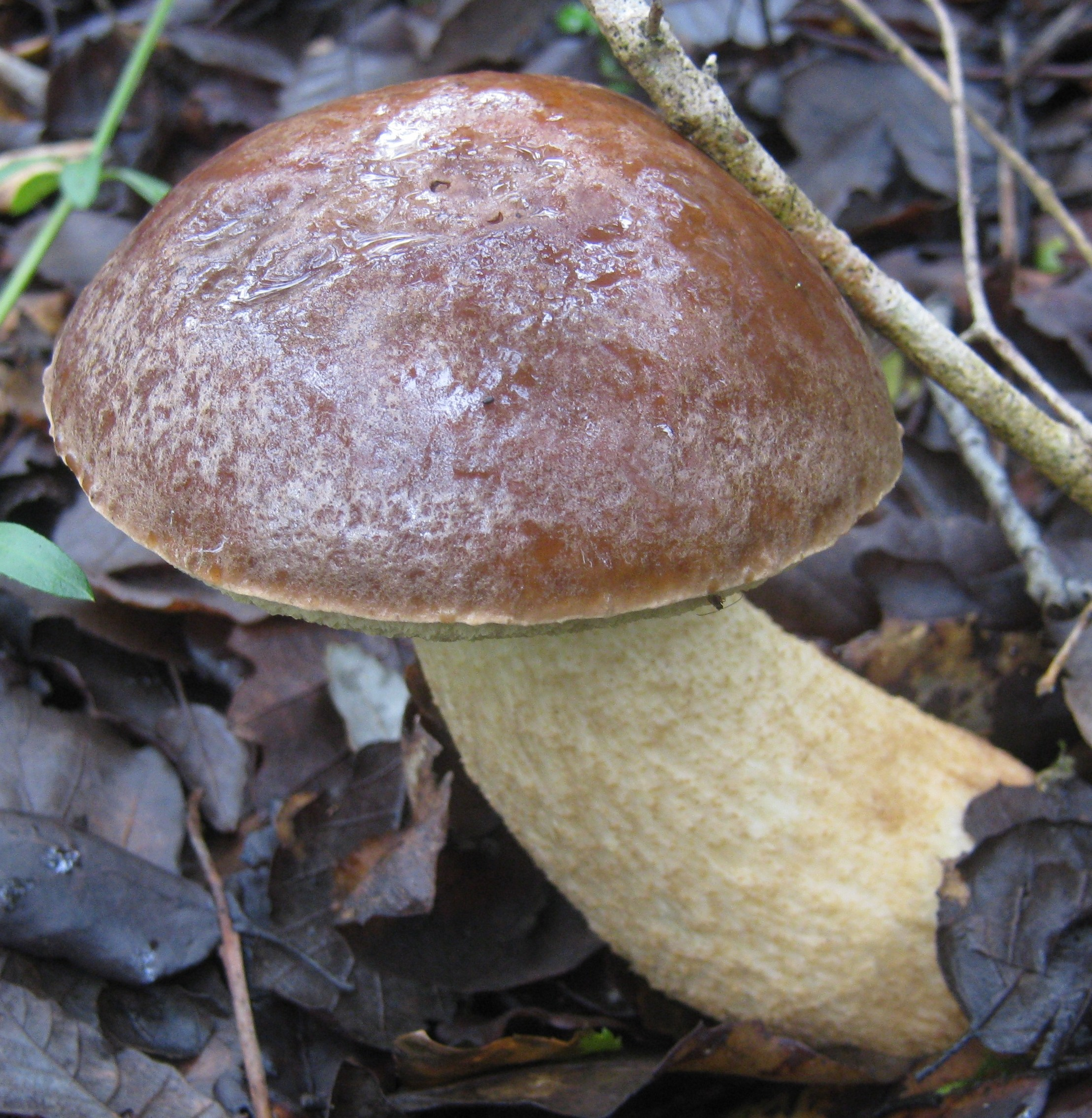
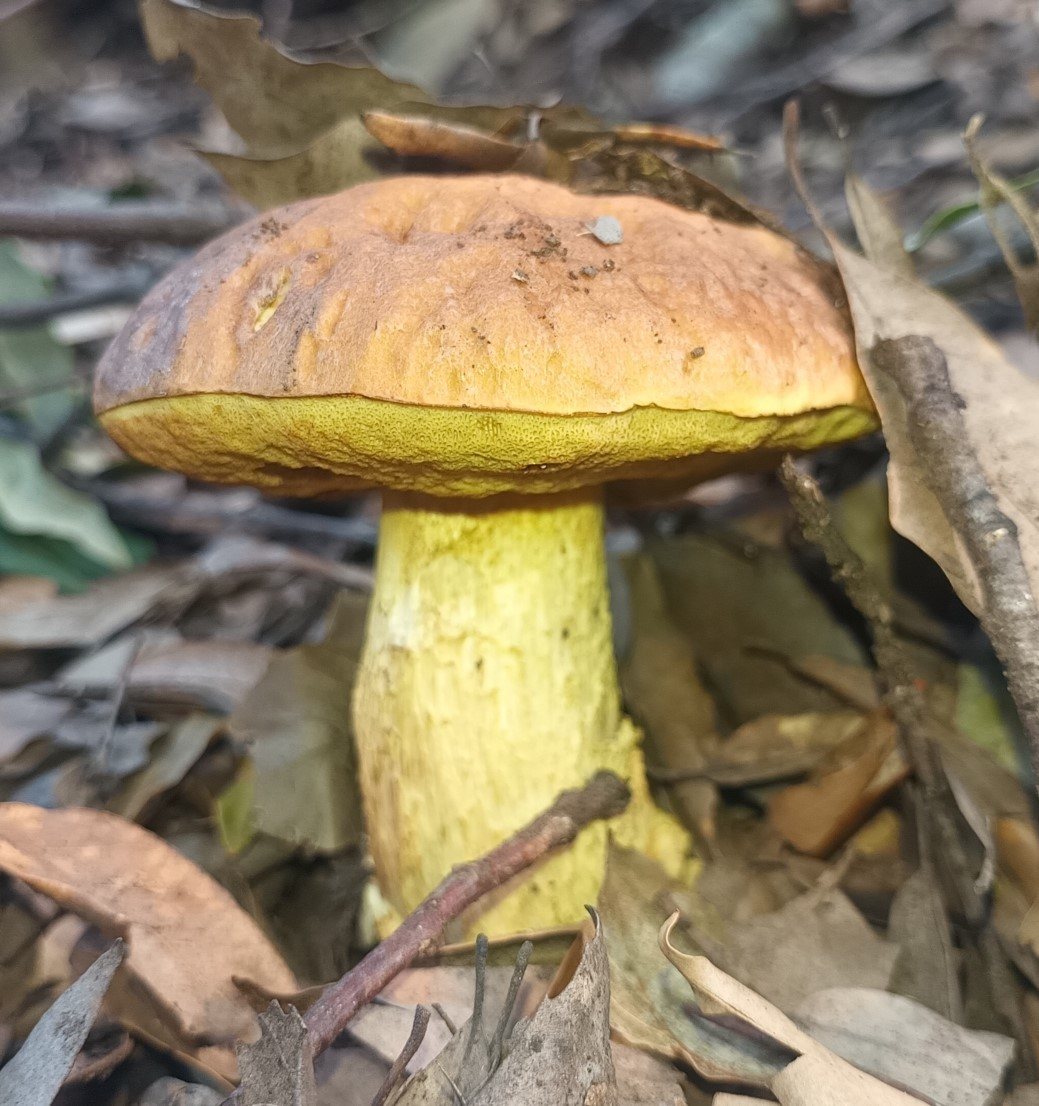
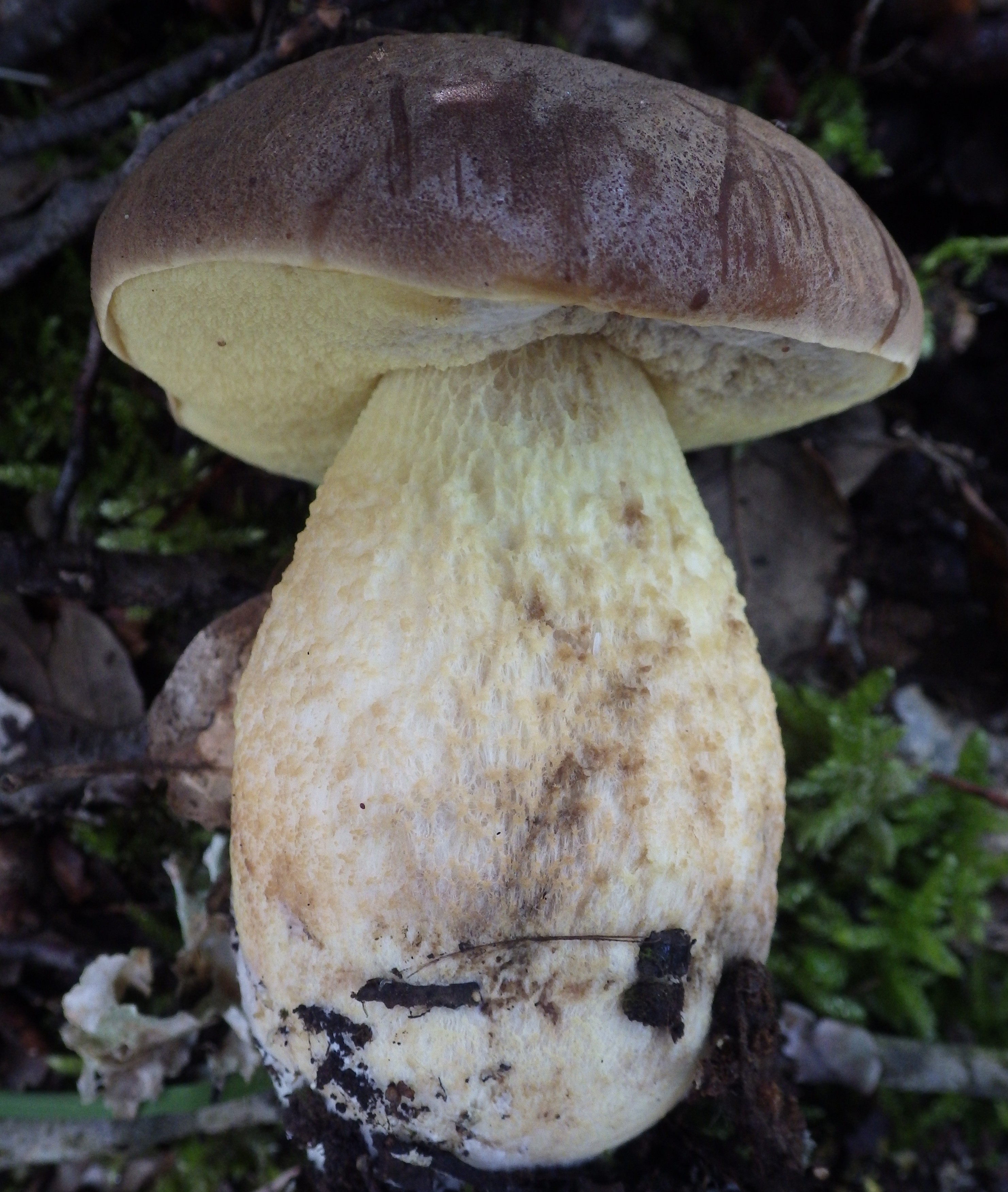
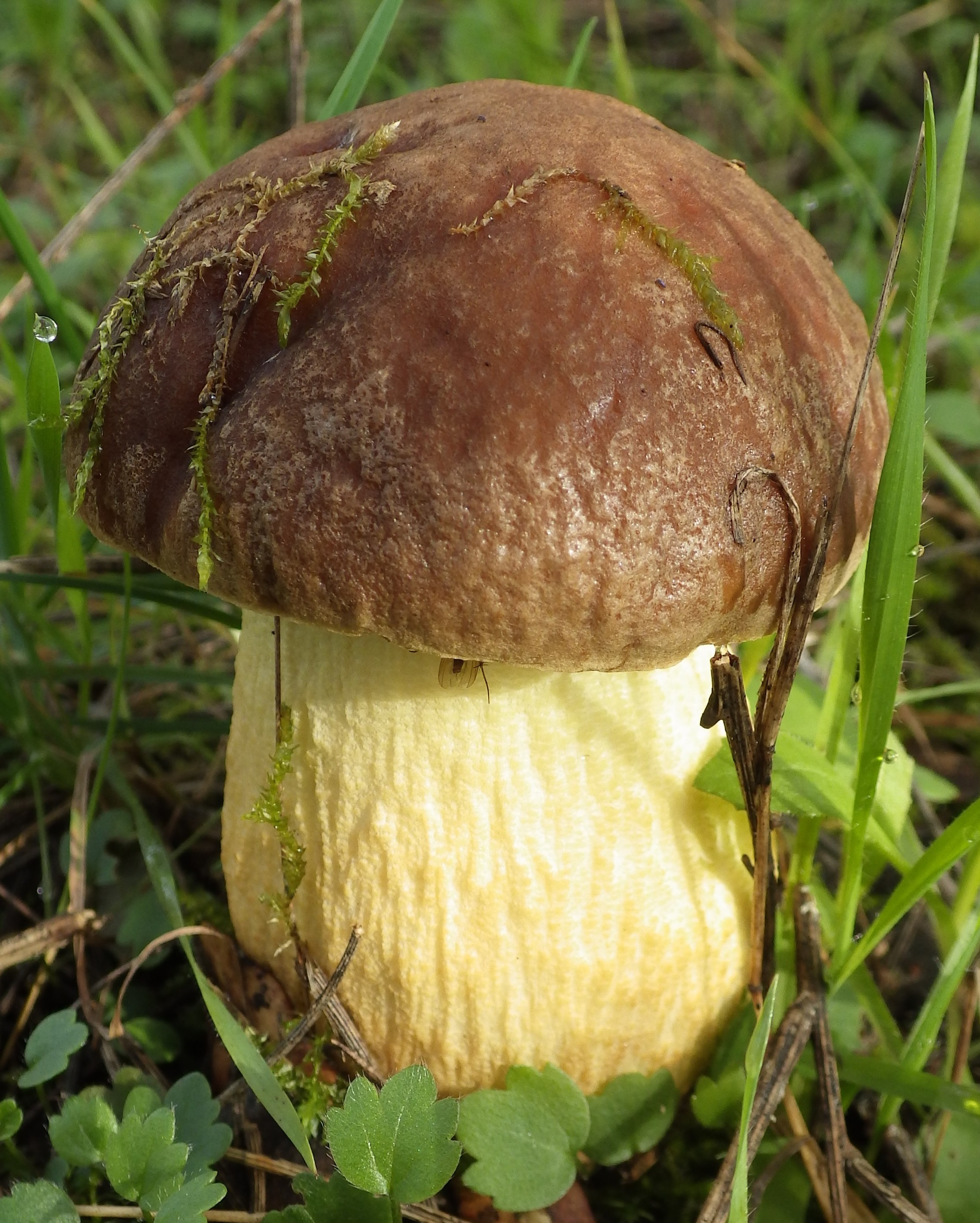
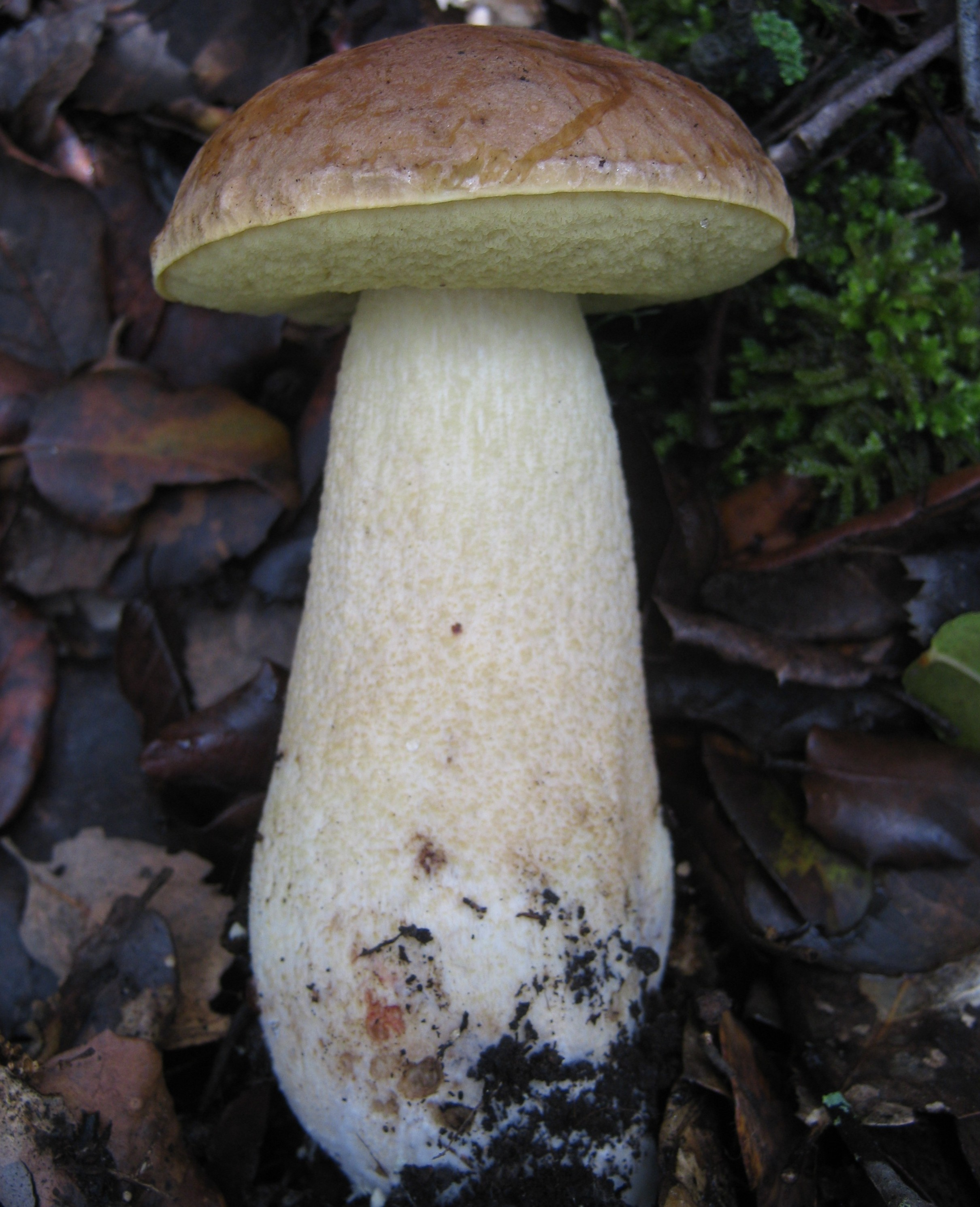
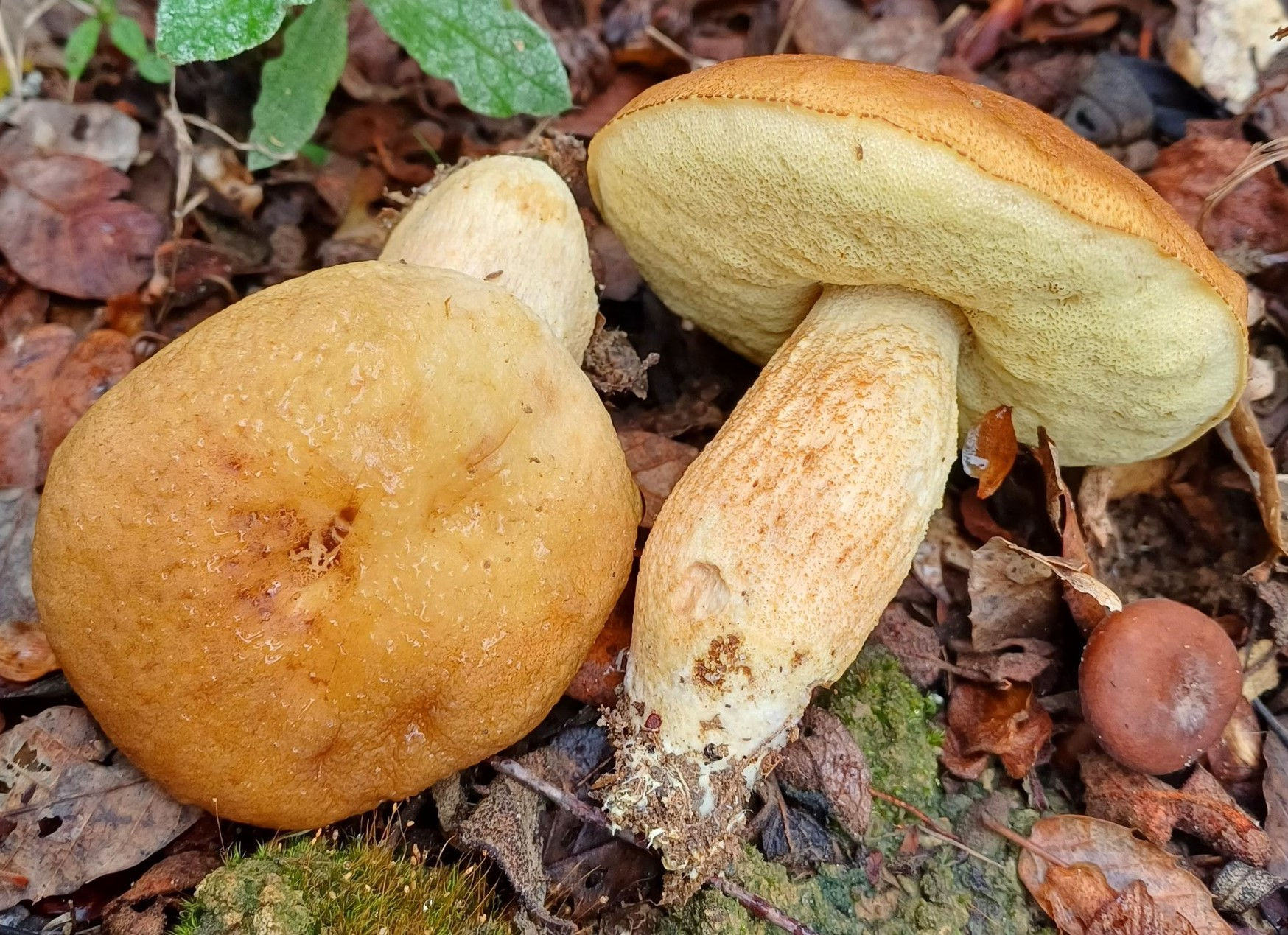
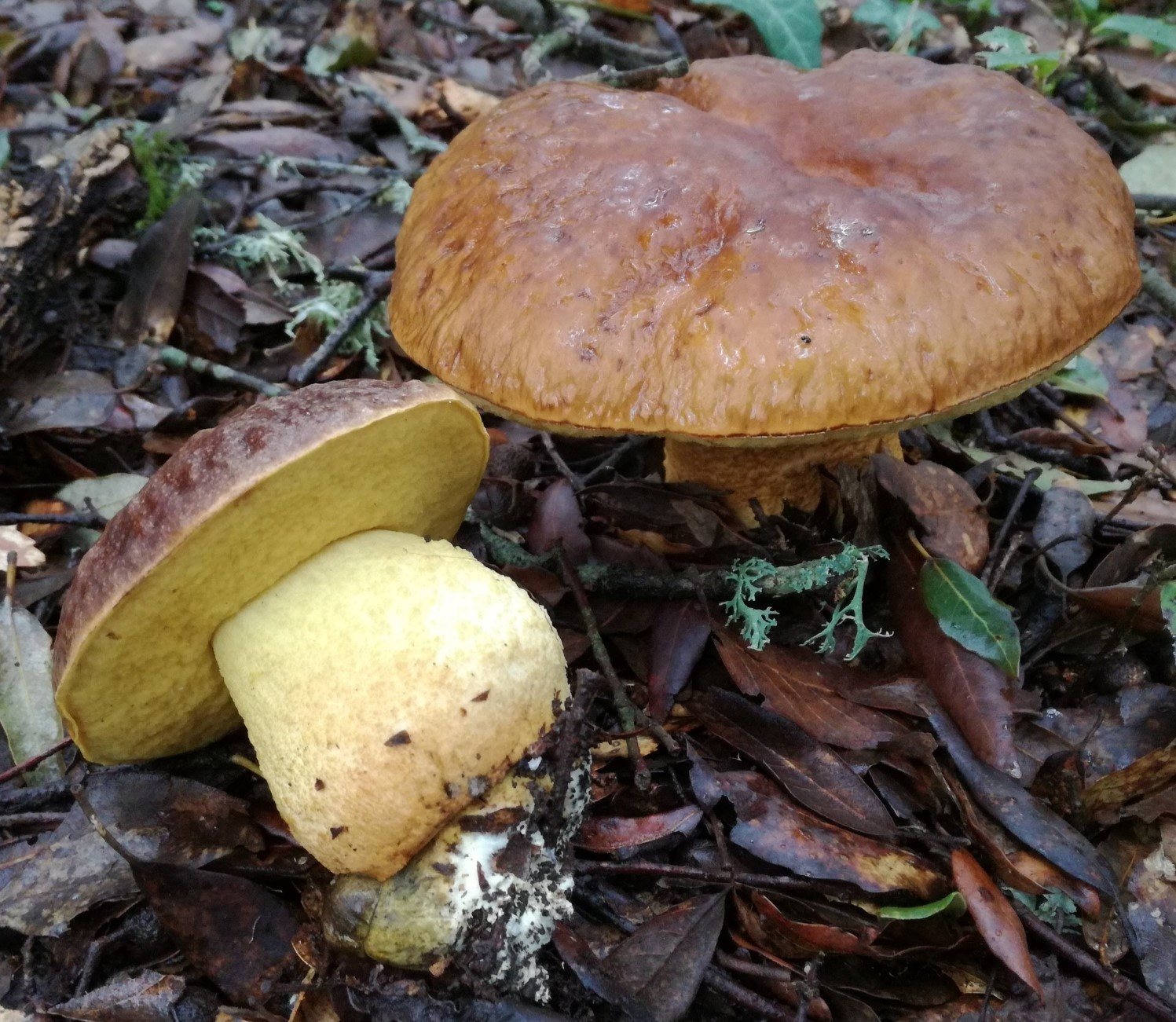
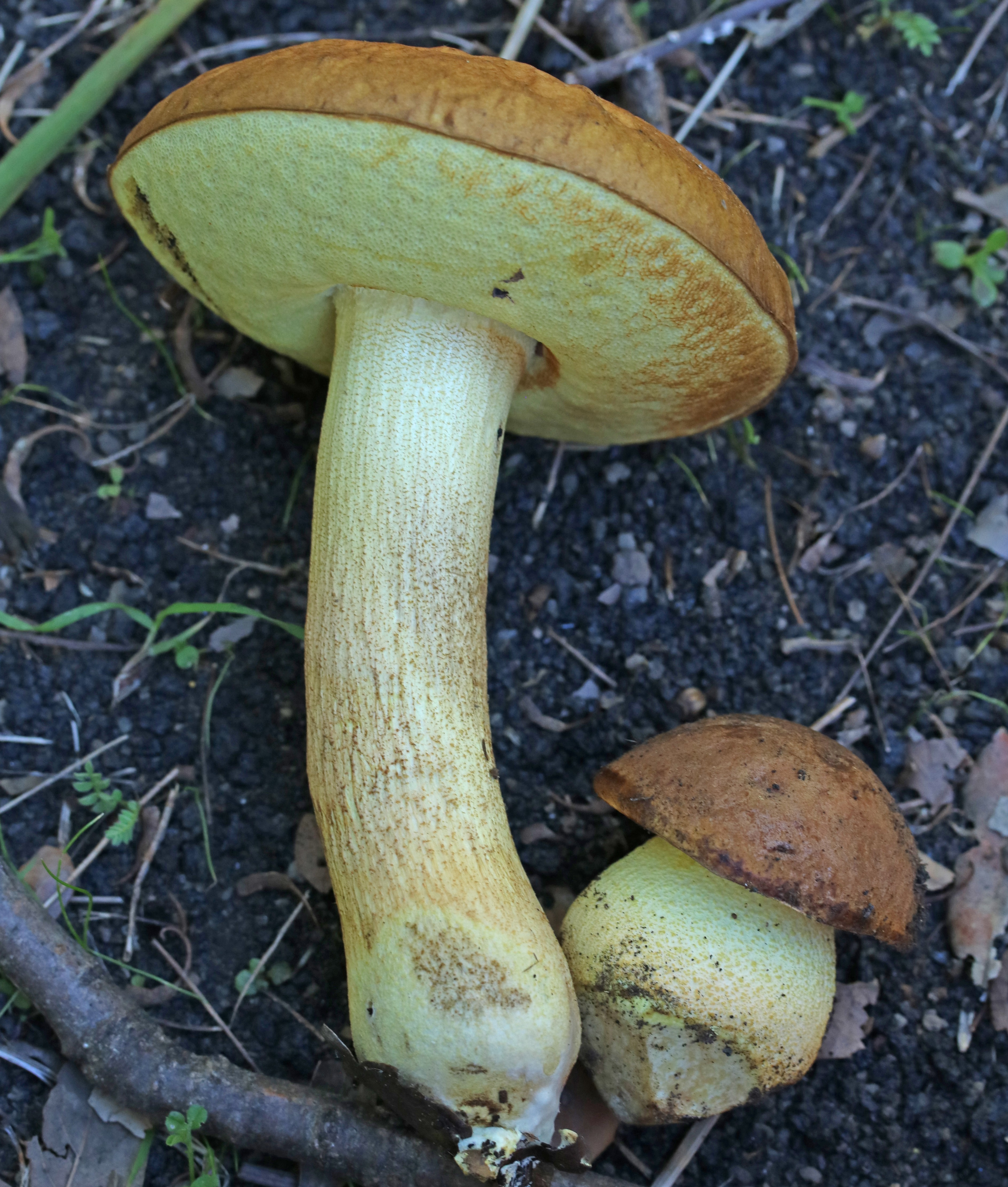
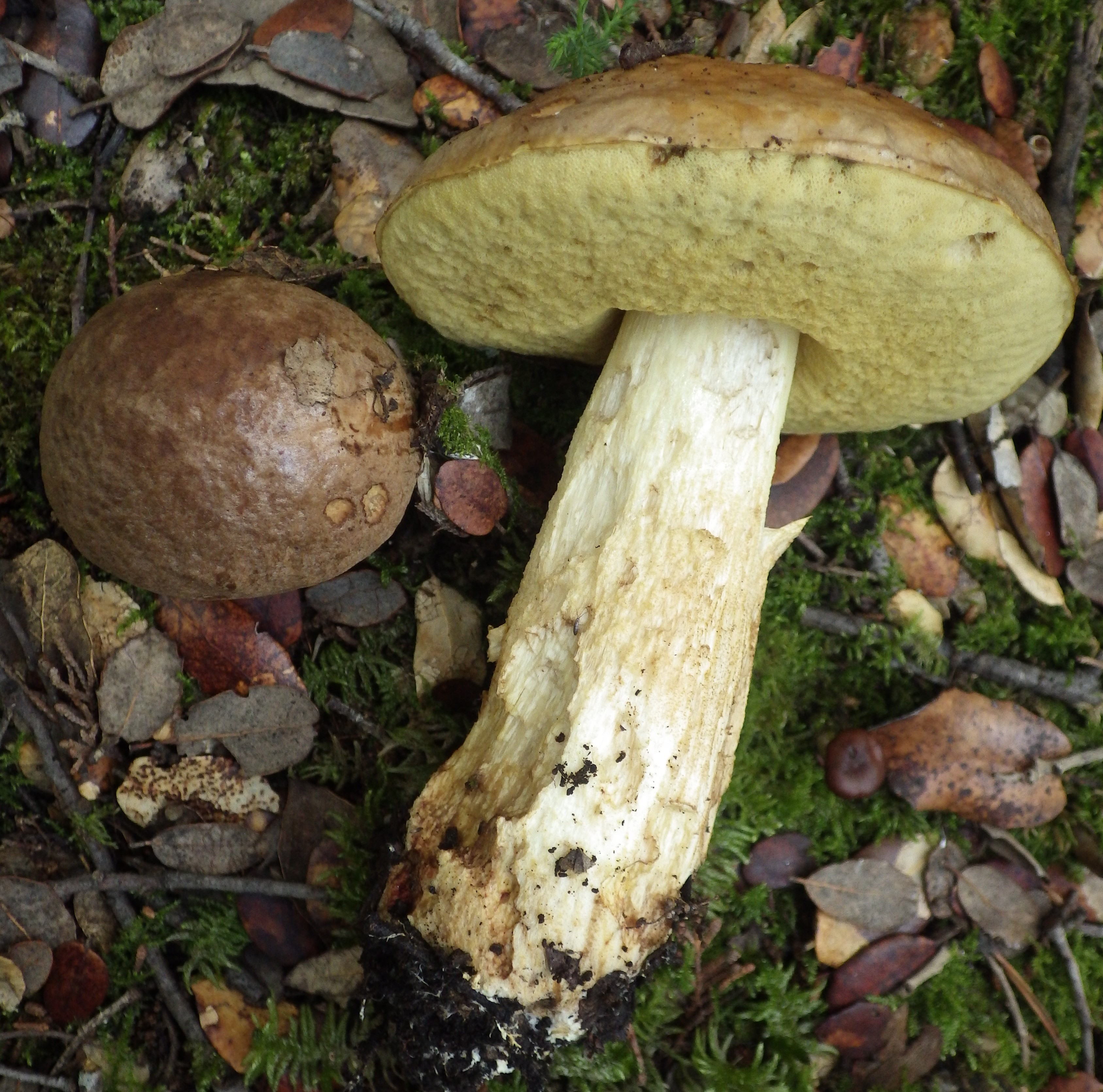
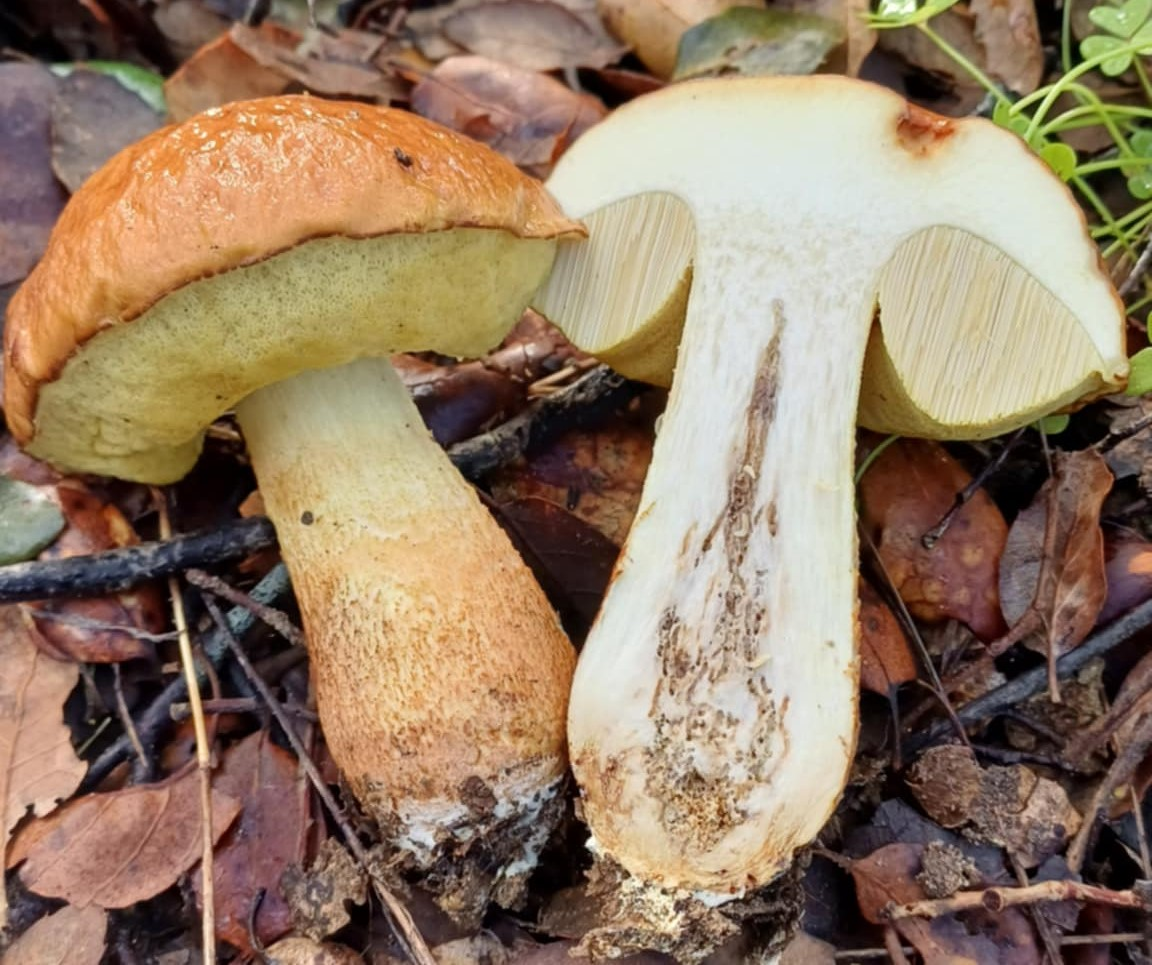
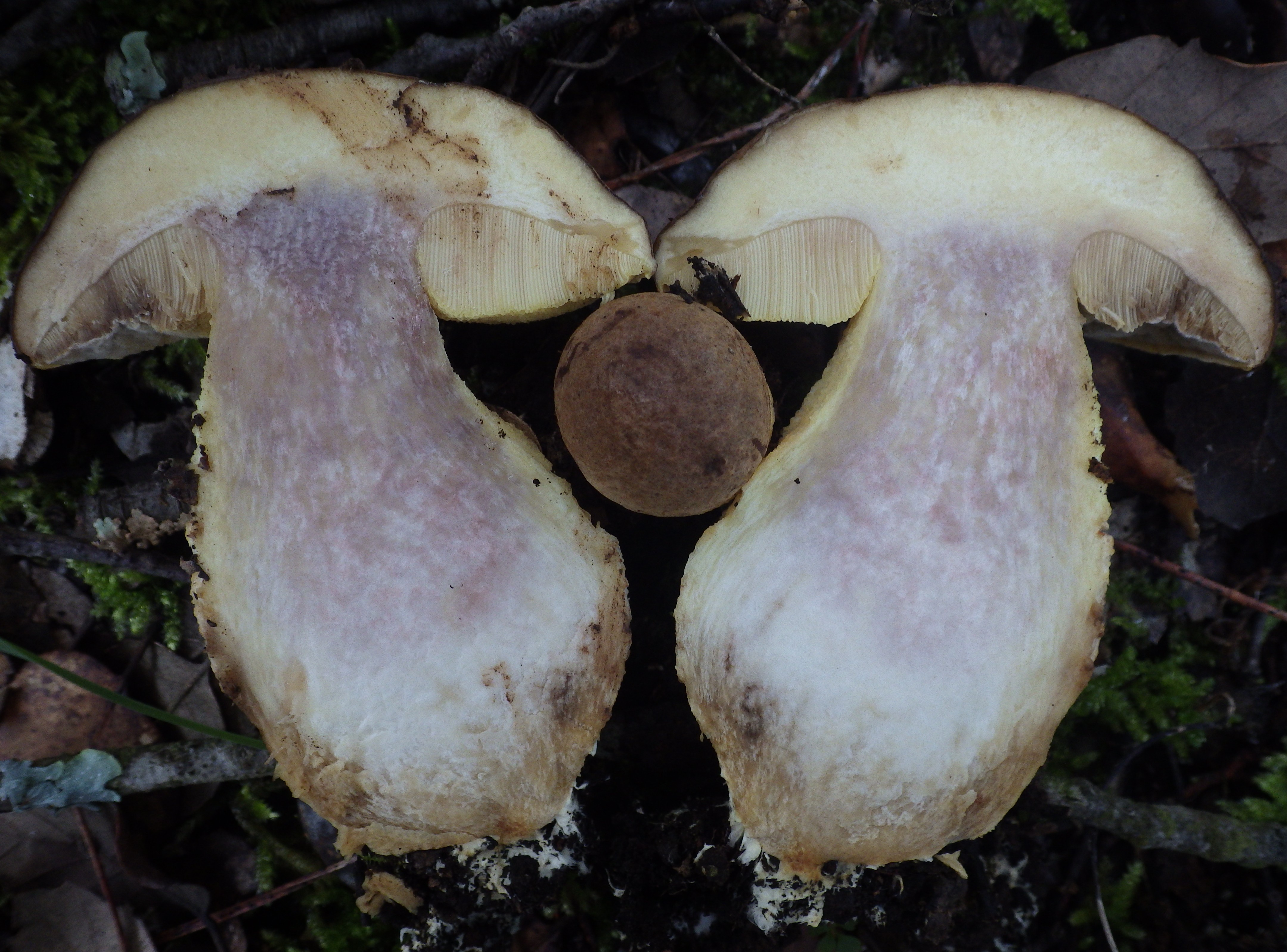
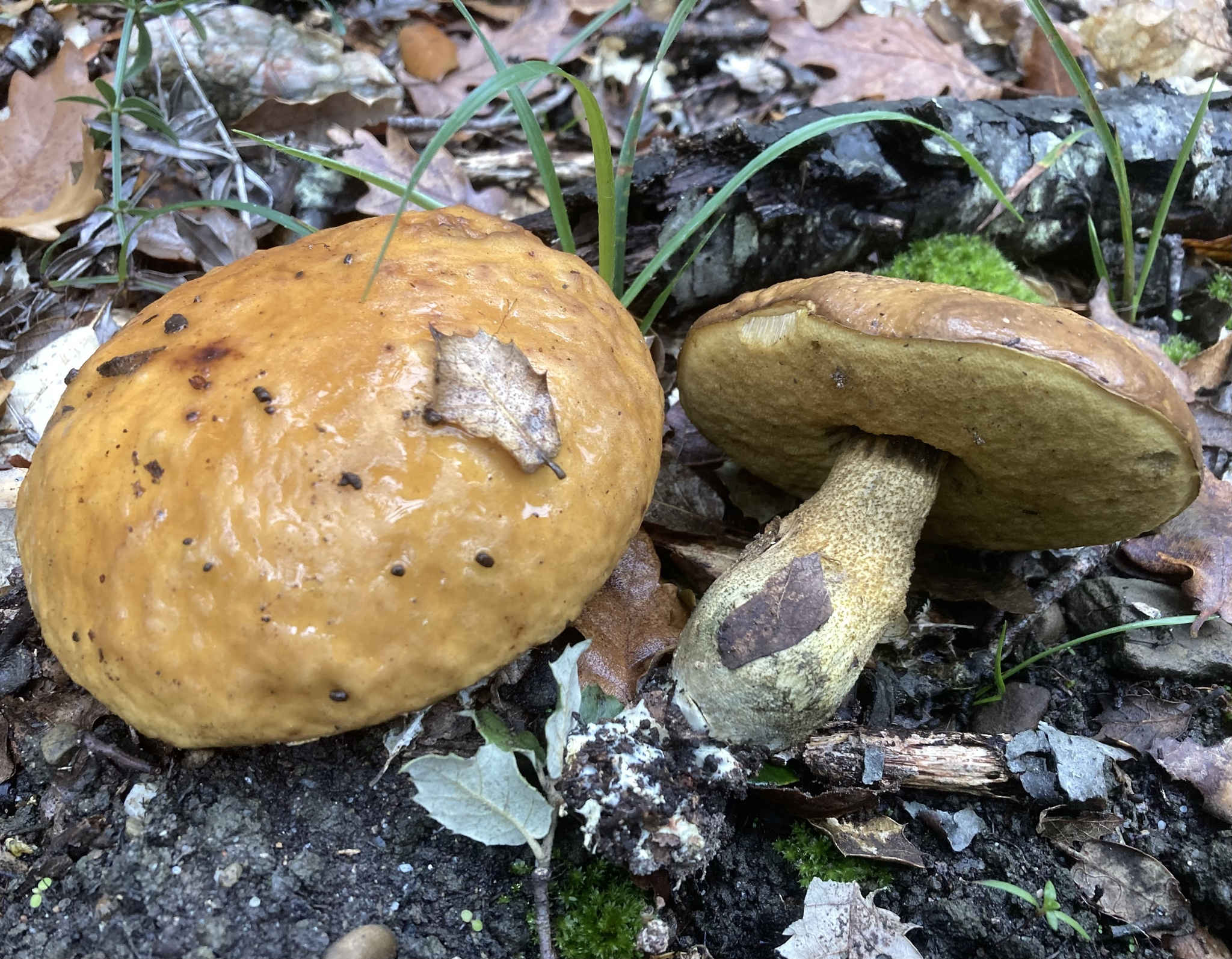
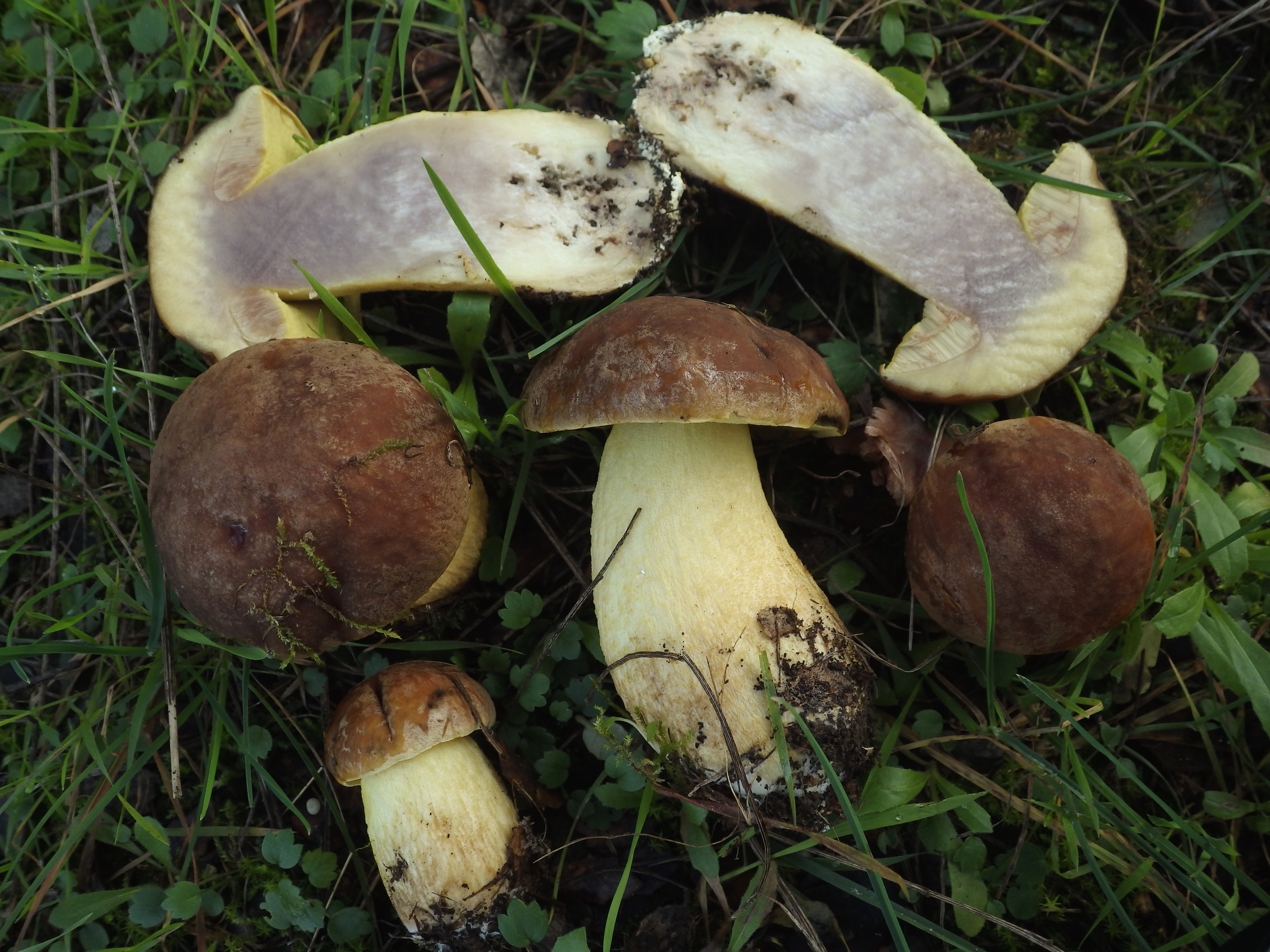
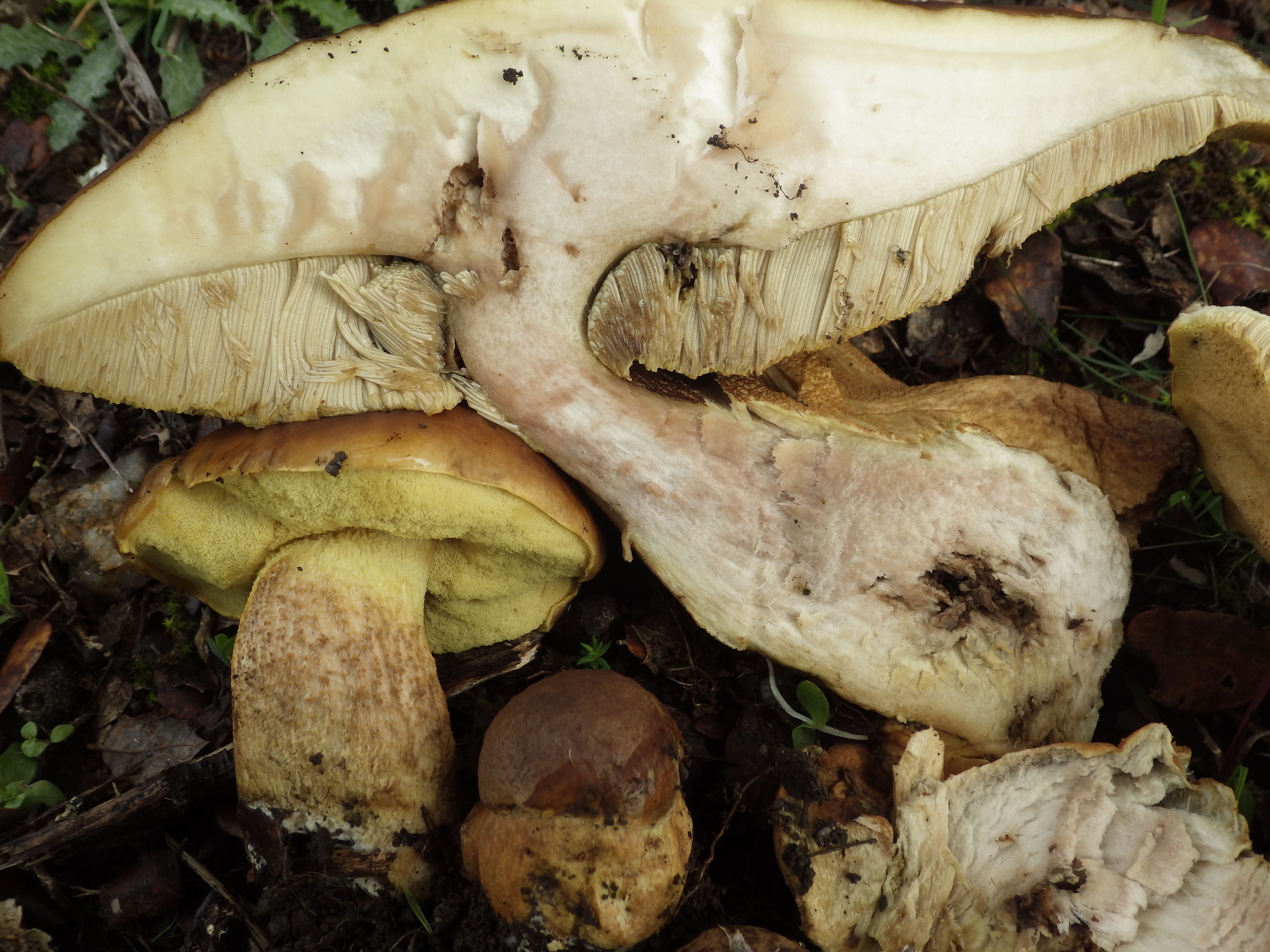
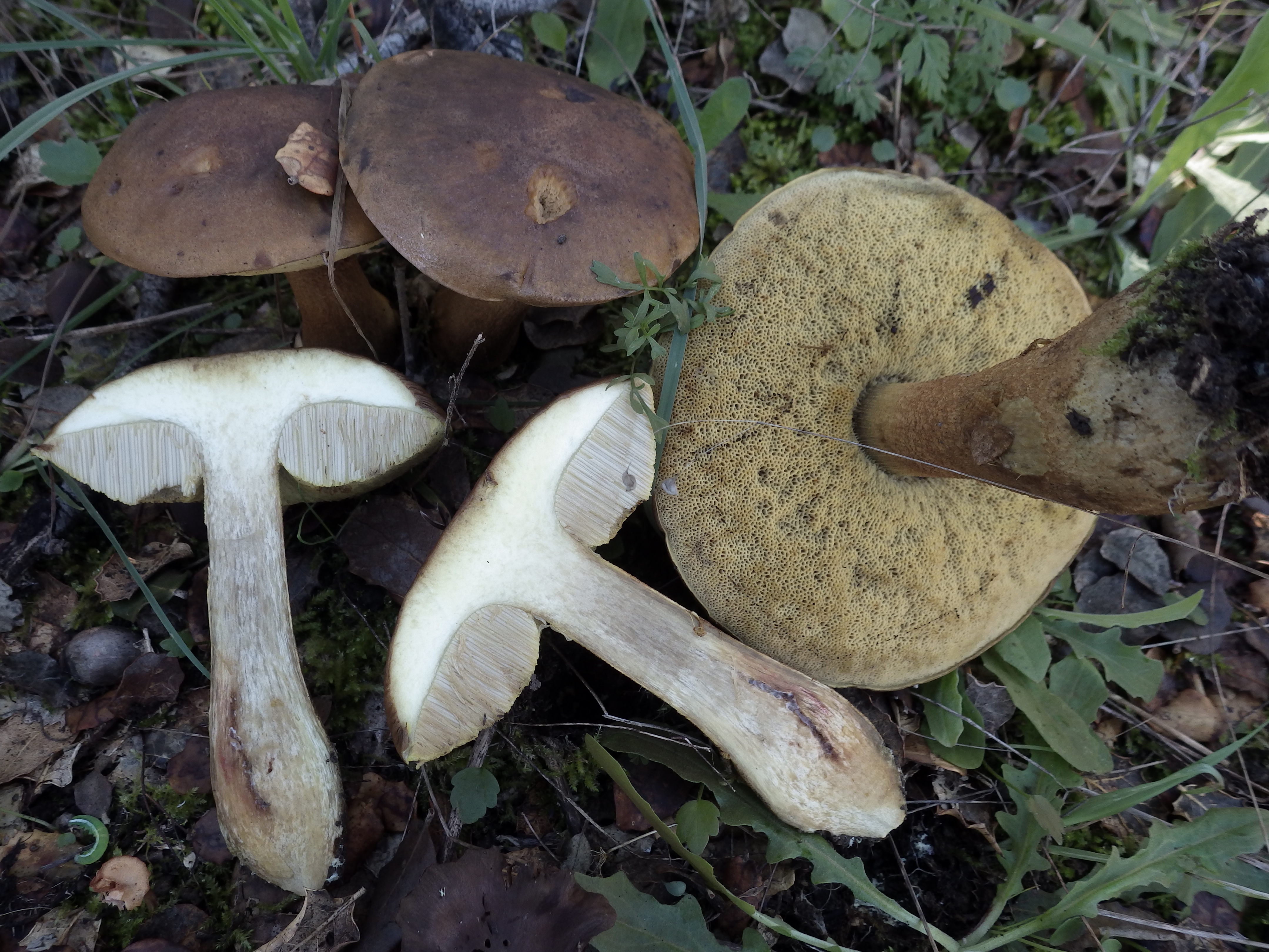
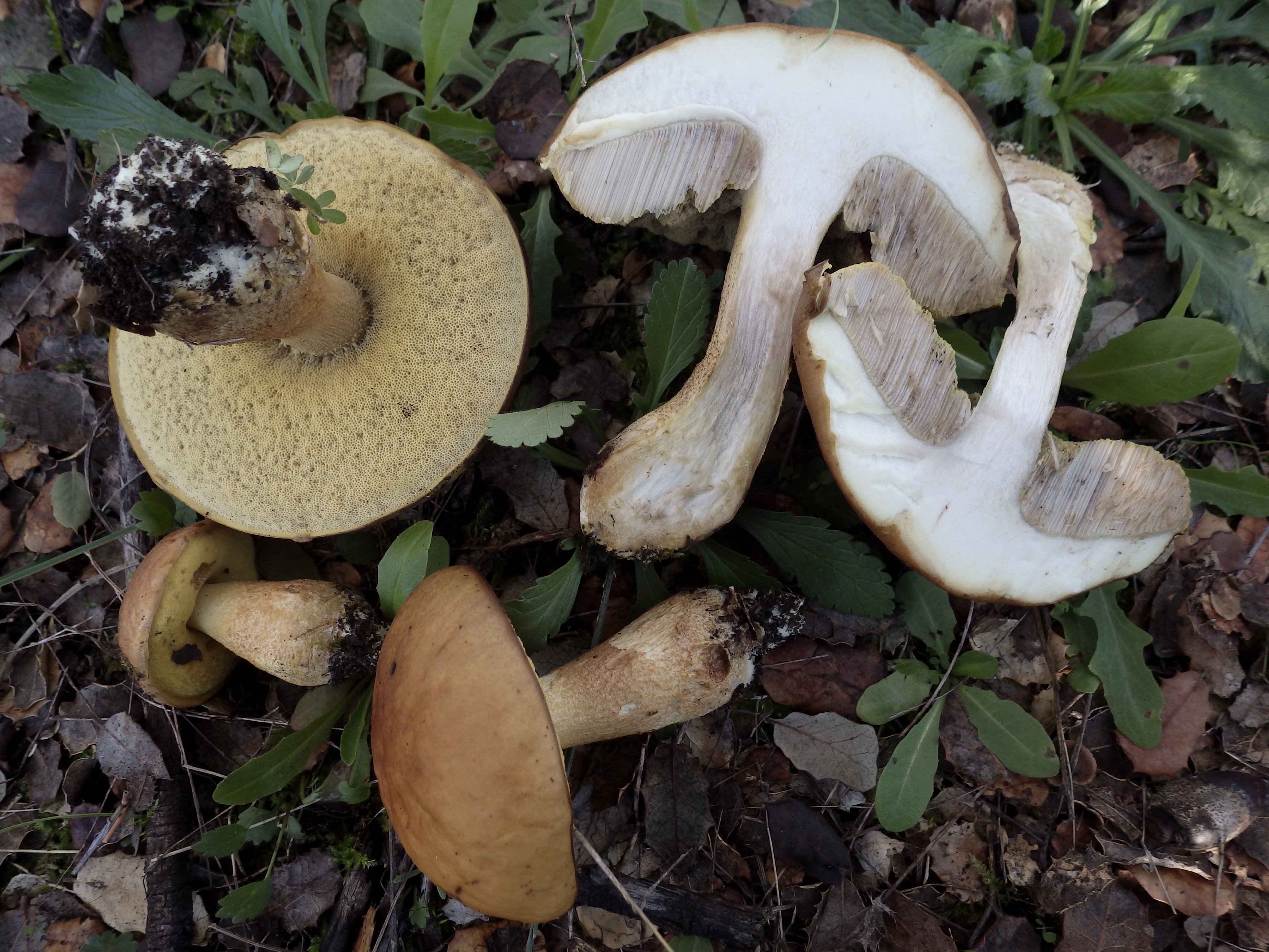
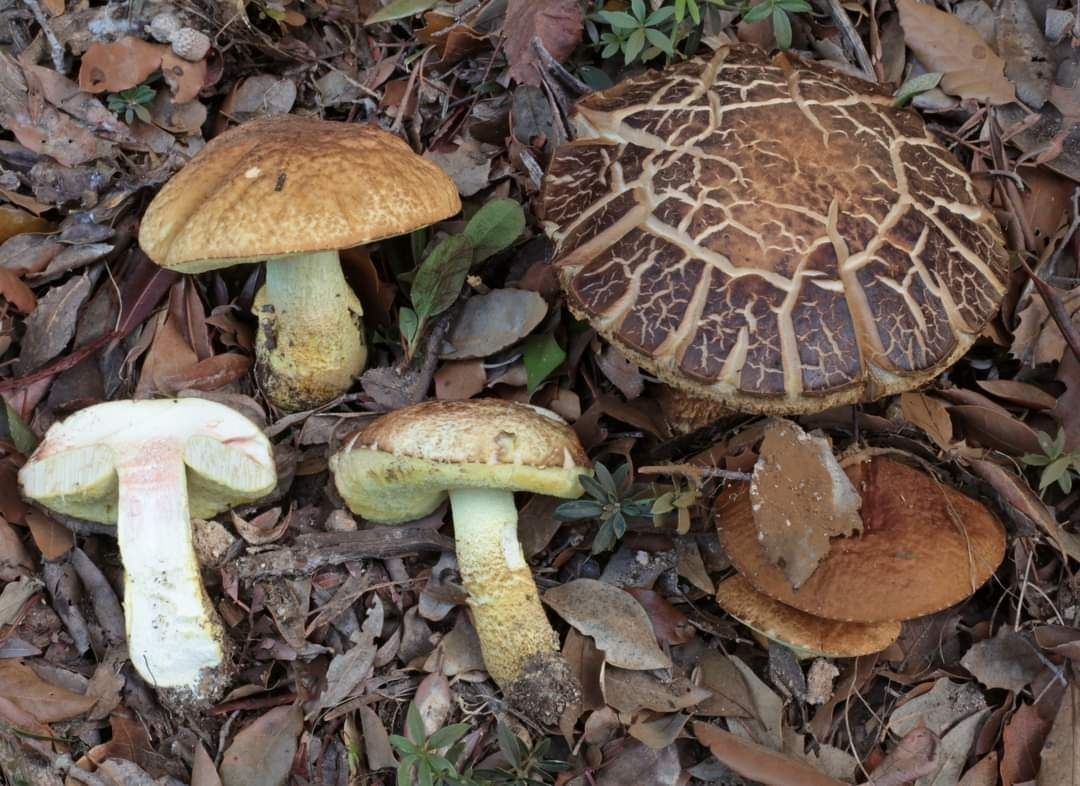

## Habitat et distribution

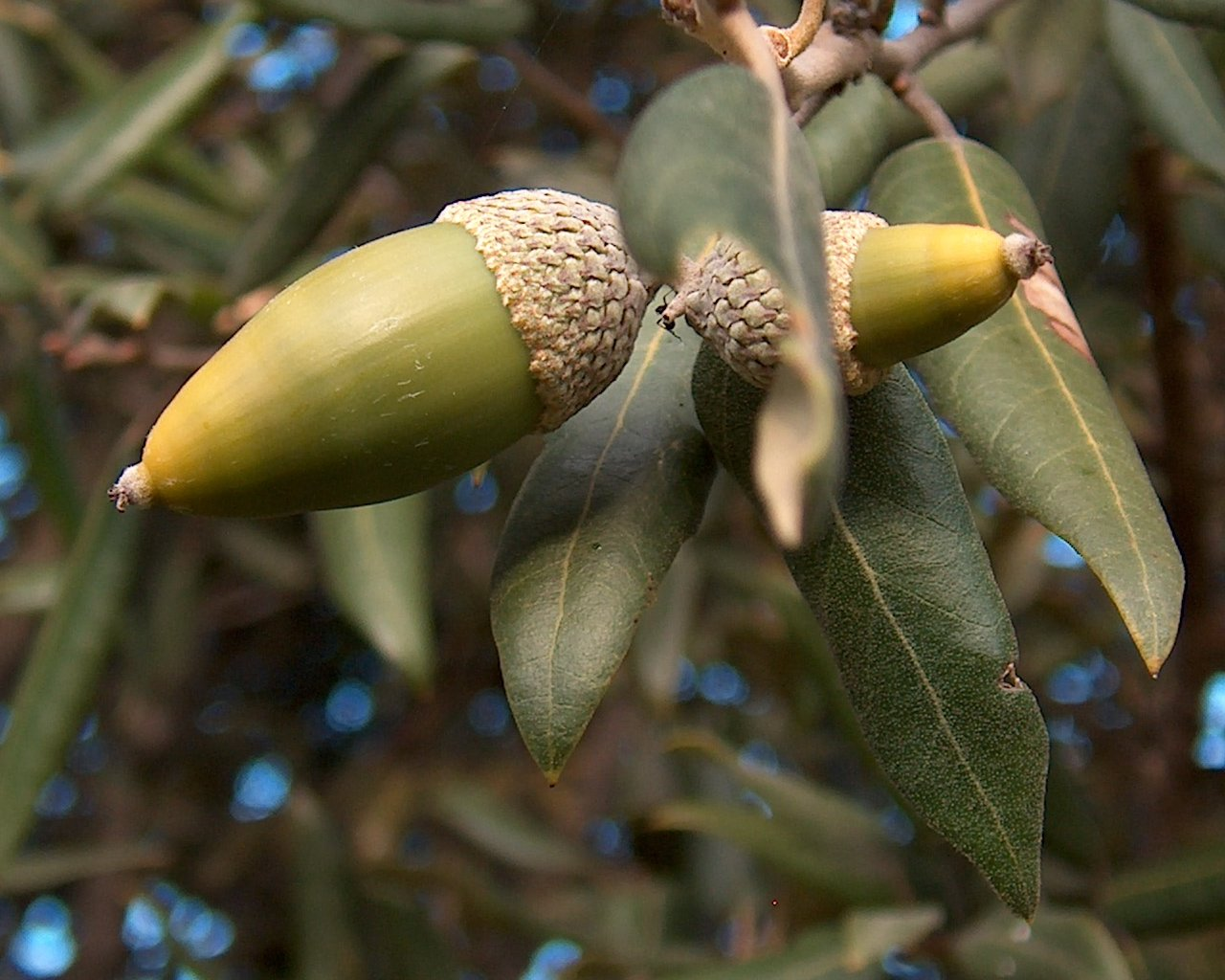
Le chêne vert est un hôte commun de L. lepidum.

Originaire du sud de l'Europe, l'espèce est répandue dans la région méditerranéenne, où elle forme des associations ectomycorhiziennes avec diverses espèces de chênes. Il est le plus souvent associé aux membres à feuilles persistantes du groupe "Ilex", en particulier le chêne vert (Quercus ilex), mais aussi le chêne doré (Quercus alnifolia), le chêne kermès (Q. coccifera) et le chêne de Palestine (Q. calliprinos). Dans les parties occidentales du bassin méditerranéen, on le trouve fréquemment sous le chêne-liège (Q. suber), tandis que des collections sous le chêne portugais semi-caduque (Q. faginea) ont également été signalées. Il est indifférent au substrat et est présent en abondance sur les sols calcaires et acides.
Bien qu'il s'agisse d'une espèce méridionale, le champignon se distingue par sa saison de fructification tardive et sa tolérance aux basses températures, il est souvent le seul bolet à fructifier pendant les mois froids de l'hiver. Il est même possible de le trouver au printemps. Dans une étude de 10 ans menée sur l'île de Chypre, L. lepidum était le bolet le plus fréquemment observé, représentant plus de la moitié (61%) de toutes les collections de Boletaceae trouvées pendant les mois d'hiver (décembre-février).

### Mycorhizes
Les ectomycorhizes formées par L. lepidum avec le chêne vert ont été décrites en détail. Elles sont caractérisées par un réseau de Hartig dépourvu d'Haustorium, un manteau externe plectenchymateux d'hyphes verruqueux disposés en forme d'anneau, des rhizomorphes dont la section transversale est arrondie et reliée au manteau, et une réaction négative au FeSO 4, KOH ou au gaïac.

## Statut de conservation

### Régional
- Auvergne-Rhône-Alpes : classement de cette espèce en catégorie NT (Quasi menacée) au niveau régional[22].
- Midi-Pyrénées : classement de cette espèce en catégorie NT (Quasi menacée) au niveau régional[23].

## Comestibilité
Le Bolet des chênes verts est comestible, il est conseillé de lui retirer son pied fibreux et indigeste avant la consommation. C'est une espèce ramassée et consommée occasionellement , parfois accidentellement en le confondant avec un Cèpe. Dans le Sud de la France, lui et son cousin, le Bolet de Corse (Leccinellum corsicum), sont plus appréciés et plus explicitement recherchés, où il existe une zone de consommation traditionnelle, notamment en Corse. En Sardaigne, les deux espèces sont très recherchées et sont considérées comme équivalentes aux Cèpes. Le Bolet des chênes verts est cueilli et consommé traditionnellement dans les pays Européens au climat méditerranéen comme le Portugal, l'Italie ou encore l'Espagne, la où il est connu sous le nom de "faisàn". En France, sa récolte traditionnelle est beaucoup moins développée car sa pousse en fin d'automne/hiver, au pic de pousse situé en Novembre, correspond à une période où les cueilleurs français ne sont généralement plus habitués à s'aventurer en forêt rechercher des champignons comestibles, d'autant plus que ses zones de pousses sont surtout limitées aux régions du pourtour méditerranéen et du Golfe de Gascogne.

## Confusions possibles

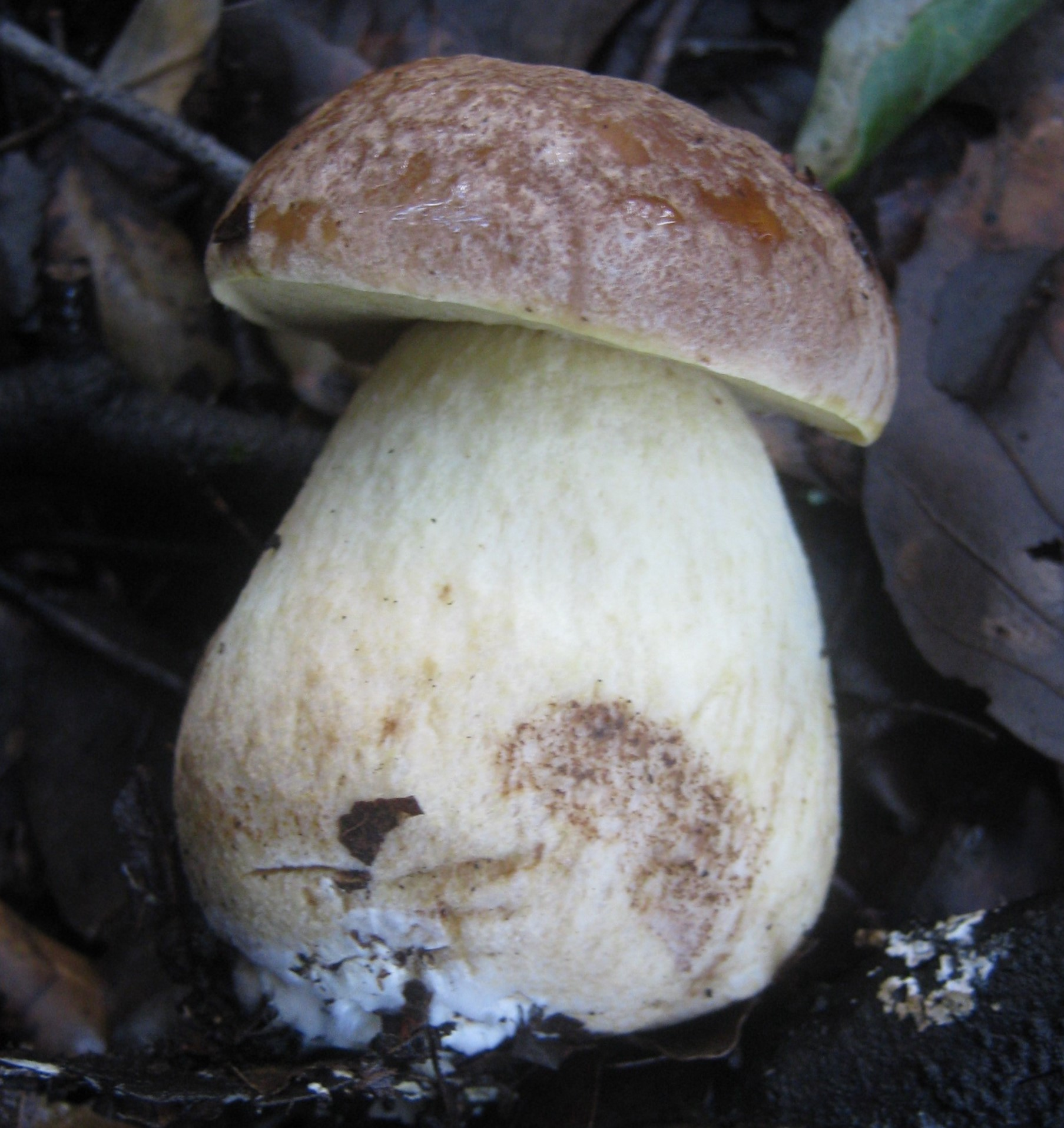
Jeune L. lepidum semblable à un Cèpe. Cependant, les pores sont jaunes dès le début et le pied est orné de squamules, il n'a pas de réseau.

- Le Bolet de Corse (Leccinellum corsicum), est étroitement apparenté à L. lepidum, et les deux taxons avaient déjà été placés en synonymie par certains auteurs. Cependant, L. corsicum est une espèce plus petite dépassant rarement 10 cm de diamètre, et est exclusivement associée aux Cistes (espèce Cistus), en ajoutant son chapeau généralement plus foncé et sa tendance à se colorer davantage en rougeâtre lorsque sa chair est exposée à l'air[26]. Comestible.
- Le Bolet dépoli (Hemileccinum impolitum), également aux pores jaunes dès le début et au pied squamuleux, mais possède un chapeau brunâtre feutré de blanc, il sent l'iode à la base du pied et sa chair ne change pas de couleur à la coupe. Il est également moins tardif. Comestible.
- Le Bolet du marchand de sable (Leccinellum sandmanii), rarissime, également associé aux Cistaceae, dans les dunes méditerranéenes, ressemble aussi fortement à L. corsicum, à l'exception de sa taille étant plus imposante et ses pores étant presque blancs, à peine jaunes. Rare, sans interêt alimentaire.
- Les Cèpes (B. edulis, B. aereus, B. reticulatus, B. pinophilus) ont une silhouette et des couleurs pouvant parfois être confondues avec celles de L. lepidum. Cependant, leur stipe est orné d'un réseau, pas de squamules, leur chair est immuable, non pas rosissante-noircissante, et le Bolet des chênes verts aura des pores jaunâtres dès son plus jeune âge alors que ceux des Cèpes ne prendront cette couleur qu'à maturité. Comestibles réputés.
- Le Bolet orangé des chênes (Leccinum aurantiacum), au chapeau plus franchemement orange, rouge orangé, aux squamules rousses et à la chair bien plus intensément noircissante à la coupe, avec souvent des taches bleues à la base du pied. Il est également moins tardif. Comestible réputé.
- Le Bolet craquelé (Leccinellum crocipodium), est également similaire, mais commence à fructifier beaucoup plus tôt, vers l'été, de tendance thermophile, en association avec des chênes à feuilles caduques. Il produit des corps fruitiers plus minces et allongés, avec un chapeau d'abord nettement jaune avant de devenir brunâtre, avec sa cuticule ayant tendance à se craqueler considérablement à maturité. Comestible.